# Préseau
Préseau – miejscowość i gmina we Francji, w regionie Hauts-de-France, w departamencie Nord.
Według danych na rok 1990 gminę zamieszkiwało 1900 osób, a gęstość zaludnienia wynosiła 300 osób/km² (wśród 1549 gmin regionu Nord-Pas-de-Calais Préseau plasuje się na 381. miejscu pod względem liczby ludności, natomiast pod względem powierzchni na miejscu 566.).